# 764 (réseau cybercriminel)
Pour les articles homonymes, voir 764.
764 est un réseau cybercriminel accélérationniste néonazi fondé en janvier 2021 sur Discord par Bradley Cadenhead. Il cible principalement des mineurs vulnérables âgés de 8 à 17 ans, notamment dans les communautés LGBTQ+, chez les minorités raciales et chez les personnes souffrant de troubles mentaux. Il contraint ses victimes à la consommation forcée de drogues, à l'automutilation, à la maltraitance animale et à la production de contenus pédopornographiques, tout en les incitant au suicide, aux tueries de masse, à la violence terroriste et à l'inceste. Il est considéré comme un groupe terroriste intérieur par le FBI.
Contrairement aux réseaux de sextorsion traditionnels visant l'extorsion d'argent, les membres de 764 ont pour but d'obtenir de la reconnaissance et du pouvoir au sein de cette communauté. En 2023, 764 se fragmente en plusieurs ramifications (676, CVLT, Court, Kaskar, Harm Nation, Leak Society, H3ll) à la suite de l'arrestation de Cadenhead et d'autres membres importants.

## Historique
764 est fondé en janvier 2021 par Bradley Cadenhead sur Discord, lorsqu'il devient déscolarisé. Il s'inspire du groupe CVLT pour 764. Il est nommé d'après les trois premiers chiffres du code postal de Stephenville (Texas), dont Cadenhead est originaire. 764 contraint ses victimes à la consommation forcée de drogues, à l'automutilation, à se rendre coupable de maltraitance animale, et à la production de contenus pédopornographiques. Il les incite également au suicide, aux tueries de masse, à la violence terroriste et à l'inceste,,. Le FBI considère que les activités de 764 correspondent à du terrorisme intérieur.
Contrairement aux réseaux de sextorsion traditionnels qui cherchent principalement à extorquer de l'argent ou à obtenir des images de plus en plus explicites de la part de leurs victimes, les membres de 764 poursuivent la reconnaissance et le pouvoir au sein d'une communauté qui glorifie la cruauté.
Le FBI découvre le groupe en 2021 lorsqu'est arrêté un homme de 23 ans à New York pour possession illégale d'armes à feu. Lors de son arrestation, les autorités découvrent plusieurs objets liés à l'Ordre des neuf angles (O9A), notamment des écussons, un drapeau, des livres et un papier taché de sang que les autorités relient à un rituel occulte de l'O9A.
En novembre 2021, ils orchestrent l'immolation par le feu d'un homme de 25 ans souffrant de troubles mentaux.
Cadenhead est arrêté la même année et est condamné à de la prison à perpétuité en 2023 pour possession de pornographie infantile,. Suivant l'arrestation de Cadenhead et d'autres membres importants, le groupe se fragmente en plusieurs ramifications (676, CVLT, Court, Kaskar, Harm Nation, Leak Society, H3ll), toutes partageant des objectifs et une esthétique similaires.
Un roumain appelé Francesco et utilisant le pseudonyme Riley remplace Cadenhead au sein de 764 après son arrestation. Il est lui-même arrêté en juin 2023.
Le 12 septembre 2023, le FBI émet une alerte publique concernant 764.

## Autres arrestations

### 2022
En avril 2022, un allemand résidant en Roumanie impliqué dans 764 est arrêté après avoir agressé un homme de 82 ans, lui causant des blessures graves nécessitant deux semaines d'hospitalisation, et avoir mortellement poignardé une femme âgée qu'il soupçonnait être d'origine rom ou juive, en diffusant l'attaque en direct sur Discord avant de téléverser la vidéo sur Telegram. Lors de son arrestation, les enquêteurs découvrent du matériel pédopornographique et d'autres contenus violents. Il est reconnu coupable de meurtre aggravé en août 2023 et est condamné à 14 ans de prison.

### 2023
Kalana Limkin, connu sous le pseudonyme « vore » et fondateur et dirigeant du serveur Cultist, une branche dissidente de 764, est arrêté à Hawaï en décembre 2023. Il fait face à des accusations de possession de pornographie infantile.

### 2024
Un vétéran quadragénaire est interpellé en janvier 2024 pour son implication présumée dans Cultist.
En avril 2024, un britannique de 18 ans lié au réseau 764 est inculpé de possession d'informations susceptibles d'être utiles à une personne commettant ou préparant un acte terroriste, de possession d'images indécentes d'enfants et de tentative d'attentat terroriste pour avoir planifié une attaque contre un sans-abri,.
En 2024, au moins huit attaques à Hässelby, dans l'ouest de Stockholm, sont liées à 764. Parmi ces incidents figurent une tentative de meurtre sur un homme de 80 ans en septembre et une autre sur une femme en juillet. Six autres agressions, principalement contre des personnes âgées et vulnérables, sont filmées et partagées sur des canaux Telegram liés au mouvement. Un adolescent de 14 ans, identifié comme ayant un rôle important dans la branche suédoise de 764 et son sous-groupe No Lives Matter (NLM), est arrêté en octobre 2024 en lien avec deux de ces crimes.
En octobre 2024, en Australie, un homme de 28 ans est arrêté et inculpé pour des faits de sextorsion extrême et violente. Il est accusé d'avoir manipulé pendant près d'un an une adolescente de 15 ans qu'il avait rencontrée en ligne. Selon les autorités, le suspect a exploité la vulnérabilité de sa victime avant de la menacer d'enlèvement, de viol et de meurtre.
En novembre 2024, un membre de 764 originaire du Michigan est condamné à 30 ans de prison pour exploitation sexuelle d'enfants.
En décembre 2024, un homme du comté de Blount (Tennessee) plaide coupable de charges liées à la pornographie infantile et à la diffusion de vidéos de cruauté envers les animaux. Selon les documents judiciaires, il est membre de 764 et de HarmNation, une ramification de 764. Les autorités américaines l'identifient comme l'un des membres les plus prolifiques de ces groupes. Dans son accord de plaidoyer, il reconnaît avoir agi avec un motif terroriste.
Un résident de 20 ans de Tucson, Arizona, est arrêté en décembre 2024 pour production de matériel d'abus sexuel d'enfants et cyberharcèlement lié à son implication dans 764 et CVLT.

### 2025
En janvier 2025, un membre du groupe est condamné à six ans de prison au Royaume-Uni pour avoir encouragé au suicide, possédé un manuel terroriste et de la pédopornographie.
En février 2025, un membre de nationalité allemande âgé de 15 ans est arrêté à Bolzano (Italie) pour terrorisme, accusé de préparer un meurtre qu'il prévoyait de filmer et diffuser sur le dark web. Il possédait du matériel pédopornographique, des vidéos d'attentats, de décapitations et de fusillades scolaires, et avait mené des recherches sur les explosifs et l'état émotionnel des terroristes pendant leurs actes,.
Le même mois, un homme de 23 ans lié au groupe 764 est arrêté à Paterna (Espagne) après avoir menacé plusieurs établissements scolaires de la province de Valence. Il revendiquait aussi son appartenance à l'Ordre des neuf angles.
En avril 2025, un américain de 21 ans résidant à Thessalonique est arrêté en Grèce sur mandat d'arrêt international émis par un tribunal fédéral américain, tandis qu'un homme de 20 ans est appréhendé en Caroline du Nord. Selon les autorités américaines, les suspects sont auraient dirigé un sous-groupe important de 764 entre 2020 et 2025 et auraient orchestré la production et la distribution de contenu d'abus sexuel sur mineurs. L'homme de 21 ans conteste son extradition vers les États-Unis, son avocat arguant que la juridiction grecque s'applique puisque les faits présumés se sont déroulés alors qu'il résidait en Grèce,.
En mai 2025, la police brésilienne arrête un groupe affilié 764 qui prévoyait d'attaquer un concert de Lady Gaga à Rio de Janeiro, à l'aide d'explosifs et de cocktails Molotov. Le chef du groupe était en possession d'armes à feu illégales et de contenu d'abus sexuel sur mineurs. Un autre membre est également inculpé pour avoir diffusé en direct l'incendie d'un sans-abri. Les autorités arrêtent et inculpent également une troisième personne pour terrorisme, accusée d'avoir planifié un sacrifice humain sataniste d'un enfant ou d'un bébé pendant le concert,.
Le même mois, un garçon de 14 ans lié à 764 et à NLM est condamné par un tribunal suédois pour avoir poignardé une femme de 55 ans à Borås. En raison de sa minorité, il n'est pas condamné à de la prison et est condamné à verser 160 000 couronnes de dommages et intérêts à la femme,.
Toujours en mai 2025, un adolescent de 14 ans originaire de l'Oregon est inculpé pour tentative de meurtre après avoir été accusé par le FBI d'avoir planifié un attentat à la bombe au chlore et une fusillade de masse dans un centre commercial de Kelso, dans l'État de Washington. Selon les autorités, le jeune homme s'est radicalisé par le biais du réseau 764 après avoir été isolé suivant un déménagement. Son avocat conteste les accusations, affirmant que l'adolescent n'a pas les capacités de mener à bien de tels projets,.
En juin 2025, sur la base d'un avis du FBI et de preuves obtenues lors d'une perquisition de septembre 2023, les autorités allemandes annoncent l'arrestation à Hambourg d'un homme germano-iranien de 20 ans, décrit comme l'une des figures de proue de 764, qui agissait sous le nom en ligne de « White Tiger » (Tigre blanc). Il est accusé de plus de 120 délits, dont meurtre et plusieurs tentatives de meurtre,.

## Idéologie et liens avec d'autres groupes extrémistes
Selon le Département américain de la Justice, le groupe cherche à « accélérer le chaos et perturber l'ordre social » avec pour finalité ultime de « détruire la société civile » et de « faire effondrer le gouvernement américain ». Il à une idéologie accélérationniste activiste et néonazie.

Symbole de l'O9A.

764 a des liens ténus à l'Ordre des neuf angles, un mouvement accélérationniste, sataniste et néonazi violent dont il partage l'idéologie,. Cependant, si des chercheurs suspectent que les origines de 764 pourraient être liées à l'O9A, ils estiment que les deux groupes se sont progressivement distanciés. D'anciennes victimes témoignent que l'aspect satanique ou occultiste est marginal chez 764, et que les activités du réseau n'étaient jamais présentées comme étant pratiquées pour Satan ou liées à des pratiques rituelles. Il utilise cependant l'imagerie sataniste.
764 est également lié au Maniac Murder Cult (ru) (Maniaki : koul't oubiïstva, MKOu),. No Lives Matter, un groupe faisant partie du réseau 764, sert de terrain de recrutement anglophone pour le MKOu et publie des manuels d'instruction et des documents traduits du MKOu. NLM annonce son retrait du réseau 764 en mai 2024.

## Mode opératoire
Les membres de 764 utilisent principalement des plateformes numériques liées à l'univers du jeu vidéo comme Roblox, Minecraft et Discord pour identifier des victimes et se livrer à de la sextorsion. Le groupe cible spécifiquement des individus vulnérables, principalement des mineurs âgés de 8 à 17 ans, et spécifiquement dans les communautés LGBTQ+, chez les minorités raciales et chez les personnes souffrant de troubles mentaux,.
764 recrute dans des communautés en ligne liées à des contenus violents ou extrémistes. 764 fonctionne selon un mécanisme où d'anciennes victimes se transforment en agresseurs, créant ainsi un système au sein duquel le traumatisme sert à maintenir la cohésion du groupe et empêche ces personnes, à la fois victimes et bourreaux, de rechercher de l'aide. Tout comme leurs victimes, les agresseurs sont souvent mineurs.
Les victimes sont contraintes de graver le nom de leur agresseur dans leur peau, ce que le groupe nomme « cut sign » (signe de coupure). Ces marques servent de monnaie sociale au sein de la communauté : plus un membre accumule de « cut signs » à son nom, plus il gagne en influence. Certains abuseurs vendent même à d'autres membres l'opportunité de faire graver leur nom dans la peau des victimes. Le groupe organise également des « cut shows » (spectacles de coupure), des sessions en direct où les victimes s'automutilent sur commande des spectateurs,.
Un manuel diffusé sur les réseaux de 764 identifie spécifiquement les mineurs souffrant de troubles mentaux comme étant les plus vulnérables à la manipulation. Ce manuel explique comment gagner la confiance des victimes en simulant des sentiments affectueux, puis comment transformer progressivement cette relation en un rapport de domination. Il recommande d'éroder progressivement l'estime de soi des victimes jusqu'à provoquer un effondrement émotionnel, puis d'intensifier la pression psychologique jusqu'à obtenir une soumission totale de leur part.
Le groupe utilise des tactiques traditionnellement associées à la cybercriminalité financière — comme l'échange de cartes SIM, la capture d'adresses IP et l'ingénierie sociale — pour identifier, cibler, manipuler et extorquer leurs victimes.
Au sein du groupe NLM, faisant partie du réseau 764, les candidats doivent réaliser des actes de vandalisme, de maltraitance animale, des passages à tabac, des agressions au couteau couteau, des chasses à l'homme ou des fusillades de masse pour le rejoindre.
Le réseau diffuse ses vidéos d'abus, de violence et de pédopornographie principalement via Telegram, Discord et d'autres plateformes en ligne.

## Ampleur
Selon le Guardian en 2023, le réseau compte des milliers de participants dans plusieurs pays. En 2024, des chercheurs spécialisés estiment que le nombre de victimes du réseau se chiffre en centaines.

## Réponse des plateformes en ligne
Discord affirme avoir pris conscience de la menace que représente 764 depuis 2021. Selon un porte-parole de l'entreprise, la plateforme collabore avec les forces de l'ordre et des chercheurs pour lutter contre ces groupes et signale systématiquement tout contenu problématique au National Center for Missing & Exploited Children et aux autorités. Selon l'entreprise, elle aurait bloqué 130 groupes et 34 000 comptes liés à 764,. Néanmoins, lorsque Discord ferme des serveurs et bannit des comptes, les utilisateurs créent simplement de nouvelles identités numériques avec de nouvelles adresses e-mail et numéros de téléphone.
Meta commence à enquêter sur le réseau début 2023 et a depuis banni le groupe et ses diverses ramifications.
Roblox dit travailler de manière proactive pour éliminer les contenus liés à 764. Cependant, en 2024, des comptes affiliés à 764 sont toujours présents sur la plateforme.
Des dizaines de canaux Telegram utilisés par 764 sont actifs en 2024.